# Live Intrusion
A Live Intrusion a Slayer első hivatalos videója. A videó vázát az 1995. március 12-én adott koncertjük adja, melyet az arizonai Mesa-ban adtak. A koncerten kívül még különféle backstage jeleneteket láthatunk, melyek a zenekar komolytalanabb oldalát is felvillantják. A videón láthatóak a Machine Head tagjai, akik a Slayer előzenekara voltak, valamint feltűnik Sebastian Bach, a Skid Row frontembere is.

## Dalok
1. Raining Blood
2. Killing Fields
3. War Ensemble
4. At Dawn They Sleep
5. Divine Intervention
6. Dittohead
7. Captor Of Sin
8. 213
9. South Of Heaven
10. Sex, Murder, Art.
11. Mandatory Suicide
12. Angel Of Death
13. Hell Awaits
14. Witching Hour (Venom-feldolgozás)
15. Chemical Warfare

## Közreműködők
- Tom Araya – basszusgitár, ének
- Jeff Hanneman – gitár
- Kerry King – gitár
- Paul Bostaph – dob
- Phil Tuckett – Rendező
- Rick Rubin – Producer
- Dexter Gresch – Szerkesztő
- Thom Panunzio – Keverés
- Wes Benscoter – Frontborító
- Neil Zlozower – Fényképezés
- Kevin Estrada – Fényképezés
- Dirk Walter – Dizájn